# Музыкальный словарь Гроува

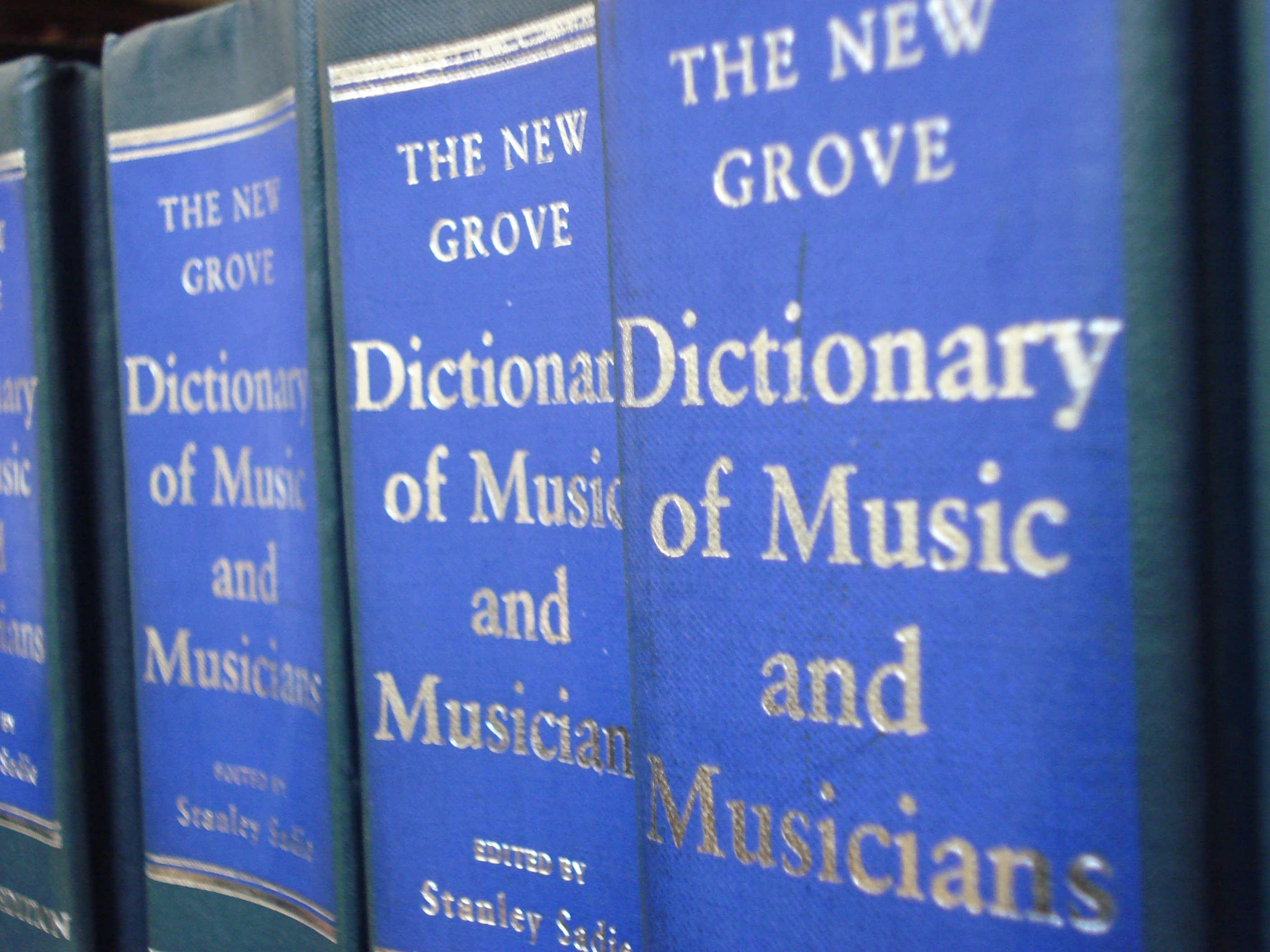
Тома издания Гроува 2001 года

Музыкальный словарь Гроува (англ. Grove Dictionary of Music and Musicians) — англоязычная музыкальная энциклопедия, крупнейшее справочное издание по музыке на английском языке.
Последнее издание вышло в 2001 году под названием «The New Grove Dictionary of Music and Musicians» (NGD) в 29 томах. Статьи в NGD созданы международным коллективом авторов, состоящим преимущественно из профессиональных музыковедов.

## Характеристика
Первые издания словаря были подготовлены музыковедом Джорджем Гроувом и выходили в 4 томах (1879, 1880, 1883, 1889). Среди авторов статей были (помимо самого Гроува) крупные специалисты своего времени — как британские (Уильям Хаск, Фрэнсис Хюффер, Уильям Рокстро, Эдвард Даннройтер, А. Дж. Хипкинс), так и зарубежные (Филипп Шпитта, Фердинанд Поль) и др. Авторами словаря была проделана гигантская работа, направленная на восстановление престижа английской музыки и обоснование равноправия английской музыкальной школы ведущим национальным музыкальным школам континентальной Европы (основным ориентиром мыслилась немецко-австрийская).
Второе, расширенное и дополненное издание словаря в пяти томах подготовил в 1904—1910 годах Джон Александр Фуллер Мейтленд. Третье и четвёртое издания были выпущены в 1927 и 1940 годах, соответственно, Генри Коупом Коллесом. Пятое издание, разбитое на 9 томов, редактировал в 1954 году Эрик Блом, в 1961 году к нему был выпущен дополнительный том.
В 1980 году под редакцией музыковеда Стенли Сэди вышел так называемый «Новый музыкальный словарь Гроува» (англ. The New Grove Dictionary of Music and Musicians), разбитый на 20 томов и включавший 22 500 статей, в том числе 16 500 биографий. Это издание на протяжении 15 лет переиздавалось, с поправками и дополнениями, практически ежегодно. Вторая редакция этого словаря была издана в 2001 году в 29 томах, из которых 27 алфавитных и 2 служебных (приложение и указатели).

### Тома NGD 1980 года
- Том 1. A — Bacilly
- Том 2. Back — Bolivia
- Том 3. Bollioud-Mermet — Castro
- Том 4. Castrucci — Courante
- Том 5. Couraud — Edlund
- Том 6. Edmund — Fryklund
- Том 7. Fuchs — Gyuzelev
- Том 8. H — Hyporchēma
- Том 9. Iacobus — Kerman
- Том 10. Kern — Lindelheim
- Том 11. Lindeman — Mean-tone
- Том 12. Meares — Mutis
- Том 13. Mūwashshah — Ory
- Том 14. Osaka — Player piano
- Том 15. Playford — Riedt
- Том 16. Riegel — Schusterfleck
- Том 17. Schütz — Spinto
- Том 18. Spiridion — Tin whistle
- Том 19. Tiomkin — Virdung
- Том 20. Virelay — Zywny. Appendixes (list of terms, contributors)

### Тома NGD 2001 года
- Том 1. A — Aristotle
- Том 2. Aristoxenus — Bax
- Том 3. Baxter to Borosini
- Том 4. Borowski — Canobbio
- Том 5. Canon — Classic rock
- Том 6. Claudel — Dante
- Том 7. Dàn tranh — Egüés
- Том 8. Egypt — Flor
- Том 9. Florence — Gligo
- Том 10. Glinka — Harp
- Том 11. Harpégé — Hutton
- Том 12. Huuchir — Jennefelt
- Том 13. Jennens — Kuerti
- Том 14. Kufferath — Litton
- Том 15. Liturgy — Martinu
- Том 16. Martin y Coll — Monn
- Том 17. Monnet — Nirvana
- Том 18. Nisard — Palestrina
- Том 19. Paliashvili — Pohle
- Том 20. Pohlman — Recital
- Том 21. Recitative — Russian federation I
- Том 22. Russian Federation II — Scotland
- Том 23. Scott — Sources, MS.
- Том 24. Sources of instrumental ensemble music — Tait
- Том 25. Taiwan — Twelve Apostles
- Том 26. Twelve-note — Wagner tuba
- Том 27. Wagon — Żywny
- Том 28. Appendixes
- Том 29. Index

## Онлайн-версия NGD
Небольшой коллектив внутренних редакторов (3 человека), «внешние» редакционный совет (5 человек) и научные консультанты поддерживают и развивают сетевую версию «Grove Music Online» (GMO), который ныне составляет основу ещё более обширного сетевого проекта «Oxford Music Online». Главный редактор сетевого проекта — американский музыковед (специализация — популярная американская музыка XIX века), профессор Питтсбургского университета Дин Рут. Индивидуальная годовая подписка на все словарные ресурсы GMO составляет $300; в ряде западных библиотек доступ к порталу бесплатный. Права на издание NGD и онлайн-версии всех ресурсов веб-портала GMO с 2004 года принадлежат издательству Оксфордского университета.
Сетевая версия NGD обновляется 3 раза в год. Под «обновлением» (update) издательство понимает:
- новые статьи о современных композиторах и терминах (преимущественно современной композиции);
- редакцию персоналий:

- добавление даты смерти персоны (обязательно, но иногда с существенной задержкой);
- обновление фактов биографии (редко);
- добавления и уточнения в библиографии (выборочно).

Статьи по «старым» музыкальным терминам и «старым» персоналиям, как правило, не обновляются. Дата пересмотра в текущей статье указывается только при наличии существенной редакции базовой (печатной) версии, при этом «существенность» или «несущественность» определяется издательством. Исправление опечаток и мелкое редактирование (по выражению издательства, «light edits») никак не логируются. Читатель имеет возможность увидеть «базовую» версию статьи (как в издании NGD 2001 года) и сравнить её с текущей только в том случае, если издатель считает свои исправления в текущей версии «существенными».

## Русский перевод
На русском языке был выпущен двумя изданиями (2001, 2007) значительно сокращённый и по числу статей (около 10 000), и по их объёму однотомный «Музыкальный словарь Гроува» под редакцией Л. О. Акопяна.

## Другие музыкальные словари
Помимо универсальной энциклопедии под брендом «New Grove» также вышли 4 профильных музыкальных словаря. Основу их словника составила тематическая выборка из универсального Гроува, значительно расширенная новыми, специально написанными для этих словарей, статьями. В тематических словарях статьи универсального Гроува 1980 года были заново отредактированы (особенно значительной редакции подверглись статьи NGD 1980 года в Оперном словаре 1992 года). В свою очередь материал специализированных словарей позже был включён в версию NGD 2001 года.
Были изданы:
- «Оперный словарь» (The New Grove Dictionary of Opera), в четырёх томах: 1992, репринты с небольшими исправлениями 1994 и 1998 годов;
- «Словарь музыкальных инструментов» (The New Grove Dictionary of Musical Instruments), в 3 томах: 1984, репринты с небольшими исправлениями 1987, 1991, 1993, 1997. Второе издание словаря под названием «The Grove dictionary of musical instruments» в 5 томах вышло в 2014 году[8];
- «Словарь американской музыки» (The New Grove Dictionary of American Music, сокращённо AmeriGrove). 2-е изд., в 8 томах, 2013[9];
- «Джазовый словарь» (The New Grove Dictionary of Jazz): 1988 (в 2 томах), 1991 (репринт), 1994 (однотомный). 2-е изд., в 3 томах, 2002[10] .

Помимо универсальных музыкальных и тематических словарей на их основе под брендом «New Grove Composer Biographies» (нью-йоркским издательством «Norton») были изданы бюджетные однотомники (в мягкой обложке), по отдельным композиторам и композиторским школам. Среди них:
- The New Grove Beethoven (1983, 1997) — о Л. Бетховене;
- The New Grove Russian masters 1 (1986) — русские композиторы, т. 1 (М. И. Глинка, А. П. Бородин, М. А. Балакирев, М. П. Мусоргский, П. И. Чайковский);
- The New Grove Russian masters 2 (1986) — русские композиторы, т. 2 (Н. А. Римский-Корсаков, А. Н. Скрябин, С. В. Рахманинов, С. С. Прокофьев, Д. Д. Шостакович);
- The New Grove Handel (1997) — о Г. Ф. Генделе;
- The New Grove Bach Family (1997) — И. С. Бах и семья Бахов;
- The New Grove Stravinsky (2002) — о И. Ф. Стравинском;
- The New Grove Haydn (2003) — о Й. Гайдне;
- The New Grove Mozart (2004) — о В. А. Моцарте;
- The New Grove guide to Wagner and his operas (2006) — о Р. Вагнере;
- The New Grove guide to Mozart and his operas (2007) — о В. А. Моцарте;
- The New Grove guide to Verdi and his operas (2007) — о Дж. Верди.

Однотомный оперный словарь «The Grove Book of Operas» (2006) — сокращённая версия четырёхтомного оперного словаря.
Тематические словари (джазовый, американской музыки и т.д.) в онлайновую базу данных Oxford Music Online не входят.